# Hoppers FC
El Hoppers Football Club es un equipo de fútbol de Antigua y Barbuda que milita en la Primera División de Antigua y Barbuda, la liga de fútbol más importante del país.
Fue fundado en el año 1969 en la comunidad de Green Bay por la familia Benjamin para integrar a los jóvenes de la comunidad. Nunca ha sido campeón de Liga, aunque ganó la Copa CTV en 1 ocasión.
A nivel internacional ha participado en 3 torneos continentales, donde nunca ha pasado de la Segunda ronda.

## Palmarés
- Primera División de Antigua y Barbuda: 2

2015-16, 2017-18
- Copa CTV Warriors: 1

2005

## Participación en competiciones de la CONCACAF
- Campeonato de Clubes de la CFU: 3 apariciones

2005 - Segunda ronda
2006 - Primera ronda
2009 - Segunda ronda